# Musée départemental d'art religieux de Sées
Le musée départemental d'art religieux de Sées est un musée situé dans le centre-ville de Sées, dans le département de l'Orne, en région Normandie.

## Historique
Situé à proximité de l’hôtel de ville et de la cathédrale, le musée d'art religieux de Sées a été créé en 1969 par le conseil général de l’Orne, dans une ancienne maison canoniale, bâtiment du XIVe siècle, classé monument historique.

## Caractéristiques
Le musée abrite plusieurs collections de peinture, sculpture, orfèvrerie, ébénisterie, ornements liturgiques du Moyen Âge à nos jours. Une partie de ses œuvres proviennent d’églises rurales des environs. On trouve parmi les plus importantes les œuvres suivantes :
- des châsses-reliquaires en argent de l’ancienne abbaye de Saint-Évroult (XIIe siècle) ;
- le peigne liturgique en ivoire de saint Thomas Becket (XIIe siècle) ;
- une chasuble en soie et velours brodés dite de Carrouges (XVe et XVIIe siècles) ;
- un calice et un ciboire en verre ayant servi au culte clandestin pendant la Révolution française ;
- des ornements des confréries de Charité du XIXe siècle ;
- des tableaux, des statues de saints, etc[2].